# Jason Botterill

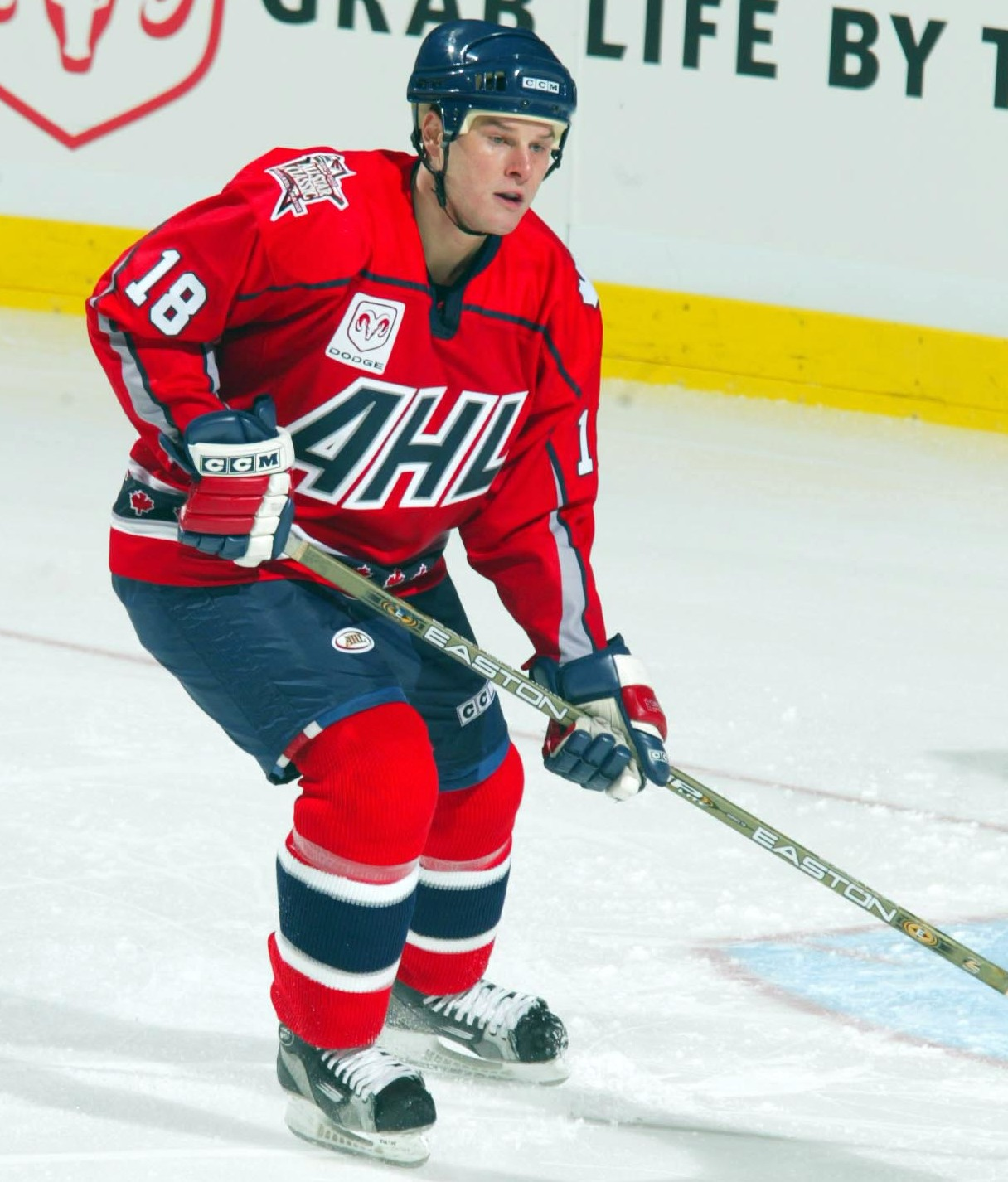
2003

Jason Botterill (Edmonton, 19 de maio de 1976) é um ex-jogador de hóquei no gelo canadense que atualmente é o gerente geral do Buffalo Sabres. Sua irmã, Jennifer Botterill, atualmente defende a seleção feminina do Canadá de hóquei no gelo.

## Carreira
Botterill foi escolhido pelo Dallas Stars na primeira rodada do recrutamento de 1994, sendo a vigésima escolha geral. Antes de se profissionalizar, ele disputou quatro temporadas, entre 1993 e 1997, pela Universidade de Michigan, onde ajudou os Wolverines a conquistar o título nacional da NCAA em 1996. Ele é o único canadense na história a ganhar a medalha de ouro do Mundial Júnior de Hóquei em três anos seguidos.
Em oito temporadas como profissional, Botterill disputou 481 jogos, incluindo 88 na National Hockey League, com Dallas Stars, Atlanta Thrashers, Calgary Flames e Buffalo Sabres. Ele ainda passou pelo Michigan K-Wings e pelo Orlando Solar Bears, da International Hockey League, e pelo Saint John Flames, da American Hockey League, onde fez parte do elenco que conquistou a Calder Cup em 2001. Depois de ser o capitão dos Flames em 2001–02, Botterill assinou contrato com o Buffalo.
Sua carreira foi interrompida abruptamente quando defendia o Rochester Americans e sofreu uma concussão durante uma partida contra o Syracuse Crunch em 31 de outubro de 2004. "Eu me lembro de voltar para o banco pensando 'Estou meio tonto'", lembraria o jogador, mais de sete anos depois. "Mas não achei que era nada grave. Depois do jogo, senti que algo estava errado. Especialmente na manhã seguinte, quando a adrenalina já tinha passado." Depois de ficar fora de 49 jogos, Botterill anunciou sua aposentadoria.

## Carreira como dirigente
Ele deu prosseguimento aos estudos na Universidade de Michigan, onde conseguiu um MBA. Depois de passagens pelo escritório central da NHL e como olheiro dos Stars na temporada de 2006-07, os Penguins anunciaram-no em 17 de julho de 2007 como seu novo diretor administrativo de hóquei. Suas principais responsabilidades incluíam o monitoramento do teto salarial do time e negociações contratuais, mas ele ainda trabalhava com arbitragem salarial e eventualmente como olheiro. Em 22 de maio de 2009, a saída do gerente geral assistente Chuck Fletcher — que assumiu o cargo de gerente geral do Minnesota Wild — fez Botterill ser nomeado para o cargo de assistente direto de Ray Shero. Questionado sobre o que achava de Botterill para o cargo, Fletcher foi enfático ao dar um voto de confiança ao ex-jogador.
A demissão de Shero, em maio de 2014, fez com que Botterill passasse a ser um dos candidatos à vaga. "Ele conhece bem os jogadores da base dos Penguins, está familiarizado com o tipo de organização que os donos do time querem ter e [o presidente do time, David] Morehouse é seu fã", escreveu Rob Rossi, do jornal Pittsburgh Tribune-Review, ao analisar a candidatura de Botterill. Além disso, o próprio Shero já considerava que Botterill estaria preparado para assumir a vaga de gerente geral em Buffalo, alguns meses antes, caso tivesse sido o escolhido. O cargo acabou ficando com Jim Rutherford.
Depois de dez anos em Pittsburgh, Botterill acabaria sendo contratado como gerente geral dos Sabres em maio de 2017, após a demissão de Tim Murray. "O conhecimento de Jason, além de sua experiência em formar jogadores e sua postura de gerenciamento foram o que mais se sobressaiu durante nosso processo de entrevistas", disse o dono do time, Terry Pegula. "Jason construiu uma sólida reputação como um líder que se conecta fortemente com os jogadores e o estafe à sua volta." Apesar de já ter iniciado o trabalho em Buffalo, Botterill foi convidado por Rutherford para o jogo em que os Penguins conquistariam o bicampeonato da Copa Stanley, em Nashville, participando inclusive das comemorações no gelo.